# Cálico Electrónico
Cálico Electrónico es una serie cómica de animación flash para adultos distribuida gratuitamente a través de Internet. Su primer capítulo se estrenó el 1 de junio de 2004 y el último se emitió a través de su canal de Youtube el 1 de mayo de 2015.
Ambientada en una metrópolis llamada Electronic City, el protagonista es un superhéroe de figura contraria a la clásica (bajito, gordinflón y sin superpoderes) y de nacionalidad española, que una y otra vez arriesga su vida para salvar a la ciudad. Asimismo, en todos los capítulos adquiere diversos artilugios en la tienda "ElectronicaWeb". Cada capítulo incluye las tomas falsas del «rodaje».
Su creador es Niko, y con su equipo Nikodemo Animations hace diferentes animaciones de flash de todo tipo, generalmente del género de la comedia.
En un inicio, el personaje de Cálico era la mascota de la página de la empresa ElectronicaWeb. Luego, como un intento de mercadotecnia, el personaje obtuvo su serie de animación propia en la cual tiene gran importancia la tienda ElectronicaWeb. La serie Cálico Electrónico ha tenido una fama sin precedentes en la animación flash española, llegando a ser vista en países de habla extranjera, y apareciendo en gran número de eventos relacionados con la animación en general. 
Debido a la falta de fondos, el propio Niko anunció el cierre del equipo (después de más de cinco años), poniendo fin a la serie de Cálico y todos los derivados de la serie hasta que alguien pudiera continuar y mantener la serie.[cita requerida]

## Personajes
La serie consta de diversos personajes, cuya frecuencia de aparición varía constantemente:

### Principales
- Cálico Electrónico: es el protagonista de la serie. Su verdadera identidad es Cálico Jack, que tiene como empleo limpiar unas oficinas. Cuando recibe la señal, un haz de luz con su símbolo proyectado en el cielo, usa un archivador para cambiarse a superhéroe. Cálico no tiene superpoderes; combate a sus enemigos con artefactos de ElectronicaWeb. Cálico rompe con el estereotipo de héroe alto y fuerte, ya que es bajo, gordo y con un peculiar sentido del humor.
- Muzamán: es el deuteragonista de la serie. Su verdadero nombre es Manuel Muzas (Muzy), es dependiente de Electronicaweb y ayudante de Cálico. También era amigo de Cálico en su infancia. Tiene un romance con su patito de goma. Es algo tontorrón y posee una risa muy característica.
- Ardorín: su nombre verdadero es Carlitos Jack. Hijo de Angelita Jack, hermana de Cálico. Quiere ser como su tío, y él le ayuda y lo bautiza como Ardorín. Cálico Lúbrico le engaña haciéndose pasar por su tío, cuando en realidad es su yo del futuro, y lo convierte en malo. Su mayor característica es que no es capaz de pronunciar un solo nombre bien; a menudo dice: «tito Musulmán», «Mazapán» o «Dartacán» a Muzamán, o «Cómico», «Cántico», «Calipo», «Clónico» o «Cólico» a su tío Cálico. El único nombre que se le ha visto pronunciar bien es el de Cálico Lúbrico. Ardorín reaparece en la serie Huérfanos electrónicos para sustituir a Cálico junto a otros 4 héroes.
- Niko: el creador de la serie y supuestamente el padre de Cálico; aparece recurrentemente en algunos episodios, pero sus apariciones son más frecuentes en las cápsulas.

### Villanos
- Cálico Lúbrico: la némesis de Cálico Electrónico, introducido por primera vez en la 2.ª temporada. Viste de rojo y tiene una voz algo más aguda. También ha desarrollado un odio irracional hacia Cálico Electrónico. Sus orígenes son desconocidos durante ambas temporadas, explicando finalmente su procedencia en Huérfanos Electrónicos, donde se ve que es el sobrino de Cálico, Ardorín,(en 2012): sin embargo en el episodio 2 de la serie de la Tele, se muestra como Cálico tuvo que transformarse en su parte maligna y se escapa robando el delorean de Doc, explicando, tal vez, como en HE en el último capítulo se fue con ese coche. Después en "Atrapame si puedo Parte II" aparece como cameo cuando esta parte de Capítulo 6 de Huérfanos Electrónicos.
- Lobombre: es quizá el enemigo más popular de la serie debido a sus cameos y a la insistencia constante del «productor» de las tomas falsas en hacerle ver más fiero, a lo cual Lobombre termina en llantos, porque, según él, «lo tratan como a un perro». Es altamente «llorón» y rechazado, con una voz que no va acorde a su fama de «hombre lobo». Cobra mayor importancia en la serie Huérfanos Electrónicos, donde intenta que lo nombren superhéroe, sin éxito. Al parecer, Lobombre es Chemita, una parodia del expresidente del gobierno español José María Aznar, cuando no es luna llena. Actualmente disfruta de su propio spin-off como protagonista en compañía de su compañero de estudios Zombón.
- Niños Mutantes de Sanildefonso: son 3 hermanos (2 niños y 1 niña) con un gran parecido a Las Supernenas (conocidas como Las Chicas Superpoderosas en Latinoamérica). Los nombres de éstos son: Alarico, Witerico y Chindasvinta inspirados en los nombres de reyes de la Hispania visigoda concretamente se han inspirado en Alarico II, Witerico y Chindasvinto respectivamente. Usan unos lanzacohetes que lanzan bolas de Lotería. En principio hablan cantando al igual que los niños de San Ildefonso, pero a partir de ahí hablarán con un acento normal, a excepción de Alarico con una voz diferente de adicto al cannabis. Desde su aparición se les ha visto atracando a gente, robándoles, fumando porros y repitiendo su frase celebre "Joder Hermano". Son primos de Pisuka, superheroína protagonista de Huérfanos Electrónicos. Han adquirido una enorme progresión como personajes de toma falsa, muy aplaudidos por los fanes de la serie. Además, disponen de un capítulo donde ellos son los protagonistas junto a Niko. Se ha descubierto que Alarico tiene de novia a Burbuja, una de las Supernenas.
- La ladrona: es una ladrona muy sensual. CE normalmente le llama «Petisa», diminutivo argentino que significa «pequeña»/«bajita». Está locamente enamorado de ella.
- Corretón: un andaluz con un aparato que hace que vaya muy deprisa, su mayor hobby es hacerle putadas a la gente; gracias a su aparato, sus víctimas no le ven.
- Ri-txars Invasores: unos seres extraterrestres. En la serie su intención es conquistar Electronic City. Van armados con pistolas de rayos, y han hecho numerosos cameos y gags a lo largo de la serie. Se caracterizan por hablar de forma invertida y sobre todo por cantar la macarena al revés.
- El Hombre Meteorosexual: un figurín que pretendía hacer sombra a Cálico Electrónico, aunque el verdadero cerebro es su mánager, típico oportunista del espectáculo (véase su peinado parodiando a Don King). Siendo guapo, estando cachas y pagando a los ladrones para dejarse coger, lo tenía todo para quitar la fama a Cálico. Todo menos el ritmo y el desparpajo.
- Los pelusos carambanales: son unos pequeños seres basados en los Petisos carambanales de Superlópez. Son argentinos, y tienen el pelo como Maradona. Se caracterizan por reproducirse muy rápidamente, tanto que llegaron a invadir la ciudad.
- Enemigo Digital: es el enemigo del primer capítulo, un robot gigante con un rayo muy destructivo. Sólo ha aparecido en 2 capítulos.
- Machito chileno y Alce volador: son los enemigos con los que Cálico tiene que luchar en Pressing Cacho.El Machito chileno hace alusión tanto al condimento, como a los ciudadanos de este país debido a su forma de hablar tan típica de los chilenos, por ejemplo, cuando le quita el micrófono al presentador, diciendo "pasa esa hueá p'acá"
- El Ventri Loco: un ventrílocuo que usa sus marionetas para hacer maldades.
- Electrichín/Chino/Chino Eléctrico: un chino que lanza rayos con sus manos. Es uno de los pocos enemigos que no ha salido de su capítulo. Está basado en un enemigo de la película Golpe en la pequeña China.

### Personajes secundarios
- Jonathan Caballero: reportero que acaba teniendo problemas en uno de sus reportajes.
- El mayordomo: Chiquito de la Calzada, el mayordomo de Electronicaweb.
- El chacho Migué: gitano que se dedica a hacerle la competencia a Electronicaweb y que tiene como comprador a Cálico Lúbrico. También es el muerto del capítulo "Se ha escrito una escabechina"
- Doraemon y Nobita drogadicto (Donramón y Perchita) A.K.A. RondaWorld y Lindt: parodia satírica  de Doraemon y Nobita donde el primero es un traficante de drogas con serios problemas con la justicia y el segundo su cliente más asiduo. Conforman uno de los guiños más recurrentes de la serie. A partir de las cápsulas de junio de 2008, los personajes pasan a llamarse Donramón y Perchita, pasando Doraemón de ser azul a rosa, y Nobita pasa a ser rubio teñido debido a que en un capítulo apareció el Nobita original de modo de parodia a luk internacional la empresa que creo doraemon,el nobita original para demandarles de derechos de copyright. En Rumbarola se descubre que Perchita sufre Parkinson.
- Sombraoscura: cree que puede desaparecer y que nadie lo vea, pero en realidad solo se tapa con su capa. Es calvo y lleva antifaz.
- Antonio: a la vez policía, dependiente, friki y guardia de seguridad, es un personaje solo aparecido en 3 cápsulas y 2 capítulos.
- Maligno: su nombre en la vida real es José María Alonso Cebrián, más conocido como Chema Alonso, de Móstoles, Madrid. Es un hacker español, miembro del Comité Ejecutivo de Telefónica y experto en ciberseguridad. Desde 1999 ha recibido multitud de importantes reconocimientos, en los que cabe destacar que fue condecorado con la Cruz del Mérito con Distintivo Blanco por la Guardia Civil por sus colaboraciones habituales con la institución, nombrado doctor honoris causa por la Universidad Rey Juan Carlos, y elegido por la revista Forbes entre los 50 CMO (Chief Marketing Officer) más influyentes del mundo. Aparece en Cálico Electrónico por primera vez en el cuarto capítulo de la cuarta temporada.
- Anónimo: su nombre en la vida real es Daniel Alonso Sanchis, más conocido como Dani Alonso, de Onil, Alicante. Es un hacker español, miembro del Comité de Expertos Independientes de la Estrategia de Ciberseguridad Nacional para el DSN (Departamento de Seguridad Nacional), experto en ciberseguridad y cloud que trabaja como DSR de Modern Work & Security en la central europea de Microsoft, basada en Irlanda. Ha sido premiado como Microsoft Most Valuable Professional durante 8 años en Cloud & DataCenter Management y Enterprise Security, y galardonado como Platinum Club en 2022. Aparece en Cálico Electrónico por primera vez en el cuarto capítulo de la cuarta temporada.

## Guía de capítulos
Hasta la fecha, la serie consta de 5 temporadas completas con 6 capítulos cada una, 1 temporada de Huérfanos Electrónicos y de un capítulo extra navideño llamado «Noche de paz».

### 1.ª temporada
1. El enemigo digital: Un robot enorme ataca Electronic City.
2. Los Ri-txars invasores: Unos alienígenas atacan la ciudad.
3. El Lobombre: Hay un hombre lobo atacando Electronic City.
4. Los niños mutantes de Sanildefonso: Es Navidad, tres niños están robando y haciendo de las suyas.
5. Historia de amor: Una ladrona está robando bancos, y esta vez Cálico usará su amor para combatirla.
6. Corretón: Un tipo muy veloz que hace la vida imposible a la gente.

### 2.ª temporada
1. El fin de Cálico: Un personaje similar a Cálico aparece de la nada con planes para eliminarle. ¿Quién será realmente?
2. El fin de Cálico (Parte II): Continuación de El Fin de Cálico.
3. El día que conocí a un super-héroe: Johnatan Caballero anda haciendo un reportaje en el barrio chino de Electronic City, cuando un chino cae del cielo lanzando rayos.
4. Cómo ser Cálico Electrónico: El sobrino de Cálico llega a pasar las vacaciones, y quiere ser un superhéroe, así que Cálico decide entrenarlo.
5. Porque yo lo valgo...: Un tío guapo y cachas y su mánager están haciendo la competencia a Cálico.
6. Cálico: Homenaje a Calvin y Hobbes, en el cual se muestra la infancia de Cálico.

### Huérfanos electrónicos
1. La ciudad sin héroe: Cálico ha desaparecido, y la ciudad necesita desesperadamente un héroe. Muzamán decide buscar a algún grupo de héroes sustitutos.
2. 5 X 1: Se anuncian los sustitutos, y Muzamán decide entrenarlos. Los vándalos han tomado la ciudad, y el nuevo grupo deberá enfrentarse a los malhechores.
3. Es mi mundo: Torpedo ha sido capturado por una extraña organización que pretende tomar el control del mundo entero.
4. Es mi mundo 2: Toda la tropa de Huérfanos está en la base de Lane Trola, pero su ejército sabe que han entrado. Y no pondrán las cosas fáciles.
5. Sombras Del Pasado: Lúbrico recuerda los momentos pasados con Ardorín, mientras Lane Trola muestra su verdadero plan, y el resto de los Huérfanos intentan escapar.
6. El arma final: (contiene una broma para publicidad de Eastpak). En este episodio, Ardorín con ayuda de sus nuevos aliados llegan a rescatar a su tito y derrotar la dictadura de Lane.

### 3.ª temporada
La tercera temporada dio comienzo con su primer capítulo «Se ha escrito una escabechina» el domingo 30 de septiembre de 2007 a las diez de la noche.
1. Se ha escrito una escabechina: Han matado al Chacho Migué. Cálico tendrá que averiguar quién ha sido, aunque el espectador también puede ayudar.
2. Se ha escrito una escabechina (Parte II): Continuación de Se ha escrito una escabechina.
3. Los pelusos carambanales y otras boludeses: Homenaje a Superlópez. Unos pequeños seres que hablan en argentino invaden Electronic City.
4. Mira quién lucha: Cálico es retado por dos luchadores del programa Pressing Cacho.
5. El Ventri Loco: Cálico se enfrenta a un peligroso ventrílocuo.
6. La generación de la bola: Episodio en el que se muestra a Cálico de niño, jugando al fútbol con otros personajes conocidos de la serie.

### 4.ª temporada
Ha sido recientemente confirmada. Esta nueva temporada, será financiada por Informática 64.
1. Estela Encobrada: Cálico se enfrenta a Estela Encobrada, heraldo del devorador de planetas Mercatus.
2. Cuidado con el Danger: Una anciana usa el potente ladrido de su perro para robar furgones blindados.
3. ¿Quién teme al Lobohombre feroz?: Sombra Oscura contará un cuento sobre Tacerupeca (Cálico) que tiene que llevar una cesta a la agüelica (La Ladrona).
4. Teenage Mutant Brother Agents 2: Los niños mutantes y unos hackers mu'chungos: Maligno (Chema Alonso) y Anónimo (Dani Alonso). En un retro-viaje a lo más profundo del Sistema Operativo.
5. Atrápame si puedo: Han robado un invento para viajar entre las temporadas y tendrán que encontrar al ladrón. Muzaman le dice a Cálico que el ladrón esta en el capítulo 1, que después en realidad El Ladrón mató a Calico y será destruido y comienza a desaparecer. Al final de la parte 1 vuelven los Huérfanos electrónicos a salvar a Calico y el universo entero.
6. Atrápame si puedo parte 2: La serie comienza a desaparecer y los Huérfanos deberán viajar entre las temporadas hasta llegar a la realidad y ver al creador "NIKO" para cambiar a Cálico Pepino por Cálico. Al final Calico está a salvo y atrapa al ladrón y el culpable es "LA NIÑA REPELENTE". Al final de la parte 2, Cálico le pregunta a Muzaman si se puede viajar al futuro con la máquina temporal, y viaja hasta la 5.ª temporada.

### 5.ª temporada
En 2013 la empresa Informática 64 desaparece y los derechos quedan en manos de la editorial 0xWord, quien lanza el primer capítulo de la temporada 5, pero para continuar con la serie es necesario conseguir financiación externa. Dio comienzo esta temporada en septiembre de 2013.
1. La noche de los abrazos gratis: Una avalancha de zombis llega a Electronic City.
2. Cálico Electrónico contra la madre del Topo.
3. De DaddyChulos: Unos pequeños seres buscan ganarse una limosna cantando reggaeton, pero prefieren robar a sus víctimas.
4. El Conde Mor y El Chola: Una esperpéntica pareja pretende atracar un banco, llevándose consigo un particular rehén.
5. Las increíbles Tortugas Pijas: En este caso, las tortugas roban a ricos y pobres, para quedárselo ellas.
6. "El último capítulo de Cálico Electrónico": En este último capítulo de la serie, Ladrona va a robar aparatos de "Electrónica Web". Sin embargo, antes de decidir el aparato que va robar, se toma un "Chocolate Sexi". Este chocolate hace que la persona se convierta en un auténtico depravado sexual.

### Niños mutantes
- Capítulo Piloto: Teenage Mutant Brother Agents: Los niños mutantes de San Ildefonso, se vuelven agentes secretos de Niko.

### Lobombre
- Capítulo Piloto; Los Castings de Lobombre y Zombón: Entrevista a Lobombre y Zombón donde cuentan cómo llegaron a ser "estrellas" a través de los castings.

### Especiales
- Noche de paz 2005: Varios personajes de la serie felicitan la Navidad de 2005.
- Microsoft Developer Days: Capítulo publicitario sin nombre. Unos hackers roban los fondos del banco de Electronic City y Cálico debe detenerlos, pero en lugar de usar un artilugio de ElectronicaWeb usa uno de Developer Days.
- Capítulo especial de Navidad 2008: Los personajes, dirigidos por Niko, hacen un belén viviente.
- Cálico contra Xona-tan y los Ri-txars: Capítulo publicitario de Vodafone live! donde Cálico tiene que luchar contra los Ri-txars, pero ellos tienen un nuevo compañero, Xona-tan. Cálico tiene que llamar a todos sus amigos para enfrentarlos. Puede verse en www.calicocontraxonatan.com.
- Extra hasta los clones: Cálico nos invita a ver la secuela de Historia de Amor. Después de haber salvado a Electronic City de la Ladrona, Cálico se ve en apuros tratando de lidiar con los clones de sí mismo.

### Mundo Cálico (Cápsulas)
Desde junio de 2008 se publicaron semanalmente unas animaciones más cortas que los episodios, con el nombre de cápsulas. Al final de cada una de estas cápsulas los personajes del mundo Cálico responden a las preguntas enviadas por los seguidores a través de un servicio de SMS.
| - Cápsula 1: "Culones" (25/06/2008) - Cápsula 2: "Seres Superiores" (02/07/2008) - Cápsula 3: "Semos Orinales" (09/07/2008) - Cápsula 4: "REC II" (16/07/2008) - Cápsula 5: "San Cayetano" (23/07/2008) - Cápsula 6: "Dani no está" (30/07/2008) - Cápsula 7: "El Increíble Julc" (06/08/2008) - Cápsula 8: "Héroe a distancia" (13/08/2008) - Cápsula 9: "Pul Fittion" (20/08/2008) - Cápsula 10: "¿Salen o no salen?" (27/08/2008) - Cápsula 11: "El Sustituto" (03/09/2008) - Cápsula 12: "El del Cabello Oscuro" (10/09/2008) - Cápsula 13: "Horario Laboral" (17/09/2008) - Cápsula 14: "Alaricoyo" (23/09/2008) - Cápsula 15: "Despeñaperros Mountain" (30/09/2008) - Cápsula 16: "Jodidas Chuches" (08/10/2008) - Cápsula 17: "Minijuegos" (15/10/2008) - Cápsula 18: "El Reformao" (22/10/2008) - Cápsula 19: "Special SMS" (29/10/2008) - Cápsula 20: "Esto es Jalogüin" (05/11/2008) - Cápsula 21: "La nueva Electronicaweb" (12/11/2008) - Cápsula 22: "Tiriburón" (19/11/2008) - Cápsula 23: "Animalicos" (26/11/2008) - Cápsula 24: "Si yo fuera rico" (03/12/2008) - Cápsula 25: "Mi gatete Don Ramón" (10/12/2008) | - Cápsula 26: "El Segurata" (17/12/2008) - Cápsula 27: "Trabajo Navideño" (24/12/2008) - Cápsula 28: "¡Es una fieshta!" (31/12/2008) - Cápsula 29: "La Güi" (07/01/2009) - Cápsula 30: "Jodida Suerte" (14/01/2009) - Cápsula 31: "La Tribu de los Chachos" (21/01/2009) - Cápsula 32: "Evacuación Máxima" (28/01/2009) - Cápsula 33: "Sus Muertos Vivientes" (04/02/2009) - Cápsula 34: "El Conquistador" (11/02/2009) - Cápsula 35: "Yelouston" (18/02/2009) - Cápsula 36: "Carnavá Carnavá" (25/02/2009) - Cápsula 37: "Guachmen" (04/03/2009) - Cápsula 38: "Apagón" (11/03/2009) - Cápsula 39: "El día der papa" (18/03/2009) - Cápsula 40: "No soy un Supermán" (25/03/2009) - Cápsula 41: "La vida es una tómbola" (01/04/2009) - Cápsula 42: "Cuidao con el Feisbuk" (08/04/2009) - Cápsula 43: "Alaricoyo 2" (15/04/2009) - Cápsula 44: "Perdíos" (22/04/2009) - Cápsula 45: "Special SMS 2" (29/04/2009) - Cápsula 46: "El día de la mama" (06/05/2009) - Cápsula 47: "El día de Internés" (13/05/2009) - Cápsula 48: "Tos al suelo" (20/05/2009) - Cápsula 49: "Salón del Cómic" (25/05/2009) - Cápsula 50: "Hasta en la Tele" (01/06/2009) |

## Entremeses
A partir de junio de 2009 las cápsulas son sustituidas por capítulos semanales más cortos que estas llamados entremeses, los fanes formulan preguntas por SMS a la que las que los personajes del Mundo Cálico contestan.
- Entremés 1. "Alarico y el Polen": Alarico nos cuenta porque le gusta el campo. "¿Alarico, fumas hierba o polen?" Gundy (10/6/09)

- Entremés 2. "Viviendo con Cálico": Vivir con Cálico puede llegar a ser un poco complicado... "¿Cálico cuándo dejarás de vivir con tu madre?" Anónimo (17/6/09)

- Entremés 3. "Perchuto": Naruto nunca estuvo tan hecho polvo... "¿Perchita podrías disfrazarte de Naruto en algún capítulo por favor?" Marcos (23/6/09)

- Entremés 4. "Mi primer atraco": Siempre hay una primera vez para todo... "¿Chacho Migué, tú eres hijo único y dónde aprendiste a robar?" $joel$ (1/7/09)

- Entremés 5. "Si Borat levantase la cabeza": Bruno está súper de moda. "¿Cálico, al final te ligaste a la Superwoman con tu traje de Borat?" Gerger (8/7/09)

- Entremés 6. "Las setas de Mario": Mario va a por setas y se deja la cesta en casa. "¿Donramon es verdad que las setas del Mario Bros se las pasabas tú?" Juan (15/7/09)

- Entremés 7. "El club de la comedia": A quién se le ocurriría. "¿Muzamán por que no te apuntas a El club de la comedia?" Yod (22/7/09)

- Entremés 8. "El Fandanguito": Sombra Oscura se pasa al cante jondo. Pero jondo, jondo... "Sombra Oscura, eres mi ídolo ¿me cantas algún fandanguito?" mj (29/7/09)

- Entremés 9. "Callejeros": El capítulo de callejeros que jamás se debió emitir. "¿Niños Mutantes por qué si sois tan yonkis nunca habéis salido en callejeros?" David. (4/8/09)

- Entremés 10. "Estar Guars": En un lugar de la galaxia muy, muy lejano Ardorin Skywalker no deja de tocar los coj... "¿Ardorín, que harías tú en una pelí de Star Wars?". Iván y Aída G.M (12/8/09)

- Entremés 11. "El deporte es salud": ¡Sí, sí, sí... este año sí! ¡Con Perchita a las Olimpiadas! "¿Perchita has practicado algún deporte?" Alexgadik (19/8/09)

- Entremés 12. "Jubilación": Superhéroe y figura hasta la sepultura. ¿Cálico, que vas a hacer cuando te jubiles? Anónimo (26/08/2009)

- Entremes 13.  "Anabol": Anabolizante de Don Ramón. ¿Muzi, cómo coseguiste esos músculos? Miki (02/09/2009)

- Entremés 14.  "Maravillas": ¿Quién tiró a Don Ramón por el desagüe de sí mismo? ¿Donramon sabes lo que hay en el fondo de tu bolsillo? STEVE (09/09/2009)

- Entremés 15.  "Tu primera vez": La primera vez de Cálico. ¿Cálico, cómo fue tu primera vez? Juanchu RJ (17/09/2009)

- Entremés 16.  "Los No Me Jodas Broders": El grupo que disney channel no tuvo cojones de fichar. ¿Niños mutantes, alguna vez habéis pensado en salir en Disney Channel? Juanmipel (23/09/2009)

- Entremés 17.  "Mar padentro": And the Óscar goes to....Chacho Migue(??) ¿Chacho, cuál es tu película favorita? ¿Gitanic? Herber Dura (30/09/2009)

- Entremés 18.  "El Recital": Las rosas son rojas/ las violetas azules/ Cálico es poeta/ y tu madre tiene unas buenas ubres. ¿Cuándo volverá Cálico a decir algunos de sus poemas? Rko (07/10/2009)

- Entremés 19.  "Colocao": Alarico siempre colocao, ¡qué grande! ¿Alarico alguna vez no has estao colocao? Mari José (14/10/2009)

- Entremés 20.  "Dentadura": ¡Rápido! ¿hay algún dentista en la sala? ¿Sombra oscura, tu dentadura es de pega? Dany (21/10/2009)

- Entremés 21.  "Don Ramonadas": Juntos, hasta que una orden de alejamiento los separe. ¿don Ramón algún día te casarás con perchita? Skifer (28/10/2009)

- Entremés 22.  "Mi patito y yo": Y al final... hubo final feliz. ¿Muzamán, cuándo te enamoraste de tu patito Lucas? Draco (09/11/2009)

- Entremés 23.  "El Recital II": En navidades vuelve a casa/ no te vuelvas majareta/ y hoy te cuento lo que pasa/ vuelve Cálico poeta. ¿Cálico, podrías volver a hacer un recital? Kaseo (12/11/2009)

- Entremés 24.  "Otto": Nikodemo presenta el E.T y el Otto. ¿Alarico, es verdad que Otto de los Simpsons es colega tuyo? Parry10 (19/11/2009)

- Entremés 25.  "El Atraclón": El atraque de los clones. ¿Quieres saber qué pasaría si juntáramos a los hombres más machotes del mundo mundial, a los hombres con más pelo en el pecho, a los hombres más bravizos de la llanura? (01/12/2009)

- Entremés 26.  "Alargapene": ¿Es un chicle boomer? ¿Es una goma de pollo? No, es Don Ramón echando una mano a un amigo que lo necesita. ¿Muzaman, si pudieras cambiar algo de tu cuerpo, k sería? Seryi (04/12/2009)

- Entremés 27.  "Calicientos": Si los Persas hubieran luchado contra estos 300 se hubieran muerto... ¡pero de risa! ¿Niko, has pensado en hacer una parodia d 300? Pol (11/12/2009)

- Entremés 28.  "Especial Reyes": Bienvenido al entremés menos republicano de tu casa. (11/01/2010)

- Entremés 29.  "Cuponeando": Los niños mutantes se lo montan con muy poco. ¿Niños mutantes, si no trabajais de donde sacais dinero para comprar "vuestras cosas"? La gamba negra (13/01/2010)

- Entremés 30.  "El encuentro": En esta amistad hubo química desde el principio. ¿Donramon como conociste a Perchita? Llurovi (26/01/2010)

- Entremés 31.  "Chachoyó": Aprende con chachoyó... unos cursos que se los llevan de las manos. ¿Chacho mige, te podrías disfrazar de Pocoyo? Enoc (27/01/2010)

- Entremés 32.  "Cuarto Oscuro": A Perchita le da un bajón y va al baño a vitaminarse y mineralizarse... ¿Perchita, por qué no vuelves a salir de fiesta con Don Ramón? T. Jano (03/02/2010)

- Entremés 33.  "Carrefú": El carrefú, otro sitio a donde no podemos volver... ¿Alguna vez habéis ido a comprar a Carrefú? Koala (10/02/2010)

- Entremés 34.  "Clases de baile": Perchita, el bailarín que beyoncé soñó tener... ¿Perchita, podrías bailar algo como lo de la fiesta de fin de año? Pablonchu (17/02/2010)

- Entremés 35.  "El Club de la Ducha": El club de la ducha: el único lugar donde hay más pelos que en la bañera de Chewaca. ¿Lobombre, por qué no montas un club de la lucha? Quijonojopaja (24/02/2010)

## Los Telepis

### 1.ª temporada
- Capítulo 1.  "Telepi ficha a Cálico Electrónico":

- Capítulo 2.  "La vida es como una pizza":

- Capítulo 3.  "Academia de Telepi":

- Capítulo 4.  "Manual del Buen Pizzero by Cálico Electrónico":

- Capítulo 5.  "Los Rápidos y los Nanos ":

- Capítulo 6.  "Nano Carambola":

- Capítulo 7.  "Bailando con bobos":

- Capítulo 8.  "Tengo un demonio en mí":

- Capítulo 9.  "El primo de este (y del otro)":

- Capítulo 10.  "Pitsatsa Smerti":

- Capítulo 11.  "Tim Guorc":

- Capítulo 12.  "Movida en Electronic City":

- Capítulo 13. "Missión mu possible":

- Capítulo 14. "Especial de Navidad":

- Capítulo Especial. "Especial censurado":

### 2.ª temporada
- Capítulo 1. "Si quere Pizza, Dispara":
- Capítulo 2. "¿?":

## Derivados
- Huérfanos Electrónicos: Es una serie que continúa la historia de Cálico Electrónico después de la 2.ª temporada, dejando desveladas tramas muy importantes.

- Los niños mutantes de Sanildefonso/Teenage mutant brother agents: Alarico, Witerico y Chisdasvinta son agentes secretos bajo las órdenes de Niko.
- Los cástines de Lobombre y Zombón: Lobombre y su amigo Zombón té explican como llegaron a ser actores, pasando por diversos cástines.
- Rumbarola Donramon y Perchita confunden una pistola mechero con una pistola de verdad que hace que los niños mutantes quieran matarlos.
- Donramon y Perchita los yonkis del infierno.

## Fuera de la serieflash
Tras la finalización de la serie de Huérfanos Electrónicos, se han comenzado a lanzar una gran serie de productos relacionados con la serie, como un juego de cartas, DVD recopilatorios (con extras) y cómics. Estos cuentan diversas historias que no salen en la serie, pero mantienen el humor y la forma de desarrollo de los primeros capítulos.

### Cómics
Los cómics de Cálico se comercializaron a partir de febrero de 2007, bajo la editorial Montena, e incluyen a conocidos autores como Cels Piñol. En octubre de 2007 salió a la venta el tercer y cuarto tomo (n.º 3 Lobombre y n.º 4 Los niños mutantes), cuyos guiones han sido realizados por el dibujante y creador de cómics JMV. En cada cómic hay un prólogo escrito antes del primer capítulo.

#### El enemigo digital
1. El enemigo digital: La misma historia que el capítulo original.
2. El Horror Cantor: Las mujeres de Electronic City son «zombificadas» por un extraño tuno.
3. Nadie Puede Detener a Gorka: Cálico se enfrenta a la misión más difícil de todas: detener a un tipo de Bilbao.
4. El Ataque de Anselmo: Un viejecillo en silla de ruedas actúa de somnífero sobre toda la ciudad.
5. Alfonsito Estalla: Alfonsito está llamando por teléfono, cuando la cabina se traga las monedas y sufre una tremenda mutación.
6. Las Tomas Falsas: Algunas tomas falsas del cómic, al estilo de la serie.

#### Los Ri-txars invasores
1. Los Ri-txars invasores: La misma historia que el capítulo original, con escenas inéditas.
2. El Centollo Venido del Espacio de Afuera: Un cangrejo gigante irrumpe en la ciudad con la intención de arrasar todo lo que pille.
3. La Cabra Marine de la Legión: Cálico tiene que encontrar a la cabra de un campamento de la Legión, la cual es bastante dura de pelar. Aparición de Astérix, Obélix y el jefe Abraracúrcix vestidos de soldados de la legión.
4. El Chupachús del Profesor Inserso: Un científico chalado siembra el terror en Electronic City con un Chupa Chups robótico de 15 metros.
5. Las Tomas Falsas: Algunas tomas falsas del cómic, al estilo de la serie.
6. Cálico Movies: Indiana Jones y El Señor de los Anillos según CE.

#### El Lobombre
1. El Lobombre: La misma historia que el capítulo original, con escenas inéditas.
2. El Quillo Supersónico: Alguien está conduciendo un coche muy deprisa, con la música a todo volumen, atropellando a todo lo que se cruza en su camino.
3. Los padrinos malvados: Cálico investiga el asesinato del gato Azroel, y descubre una mafia.
4. Cálico Movies: Varias películas parodiadas por Cálico y demás personajes.
5. Las Tomas Falsas: Algunas tomas falsas del cómic, al estilo de la serie.

#### Los niños mutantes de San Ildelfonso
1. Los niños mutantes de Sanildefonso: La misma historia que el capítulo original, con escenas inéditas.
2. El Hombre Borrascoso: Un fontanero se convierte en el dios Sinthón, y con el fin de vengarse de la humanidad, desencadena un diluvio en Electronic City.
3. Aeropuerto 2010: Una azafata se vuelve loca y secuestra un avión, ya que los pasajeros le agobian con sus quejas y perjuicios.
4. El Terrible Hombre mofeta: Un hombre está aterrorizando a la ciudad con su espantoso olor.
5. Las Tomas Falsas: Algunas tomas falsas del cómic, al estilo de la serie.
6. Cálico Movies: Varias películas parodiadas por Cálico y demás personajes.
7. La Vida Secreta de Cálico (el Traje de Cálico): Todos conocemos la estampa de Cálico y su traje, pero hubo muchas versiones y tentativas antes de lograr el diseño definitivo.
8. Colección de 15 viñetas en la cara interior de los librillos de papel [Smoking]http://www.smokingpaper.com sobre los usos que se les puede dar a los papeles de fumar.

#### Historia de amor
1. Historia de amor: La misma historia de internet
2. Jodzilla: Cálico se enfentra a un cocodrilo gigante al que cuando era pequeño tiraron al retrete
3. Psicoman: Un psicólogo que hace revivir los traumas de la infancia de Cálico
4. Epílogo: El epílogo de psicoman
5. Cálico movies: Parodia de algunas películas
6. Tomas falsas: Las tomas falsas del rodaje

## Voces
- Carlos "Niko" Gómez:Cálico Electrónico, Ardorín, Niko, Niños Mutantes de San Ildefonso, DonRamón y Chacho Migué (sust.a partir de 4ªtemp),"El Chola"
- Raúl Escolano:DonRamón, Chacho Migué, Capitán Torpedo y Pisuka(Huérfanos Electrónicos), Corretón
- Piti:Perchita
- Khris Cembellín:Perchita,"Rafa", Estela Encobrada, Zombón
- Raúl Llorens:El Ventri Loco.
- Santiago Riscos:Sombra Oscura, Antonio, Sargento Romerales, Filigrana(Huérfanos Electrónicos), El Conde Mor.
- Gregorio Esteban Sánchez F. (Chiquito de La Calzada):El Mayordomo
- Karen Gutiérrez:La Ladrona.
- Javier "Inocuo":Lobombre
- Manuel Muzas:Muzamán
- Chema Alonso:Maligno
- Dani Alonso:Anónimo
- Pedro Álvarez-Osorio: (Obrero)
- Geni Rey:Nobita (original)
- Sebastián Fábrega : Machito Chileno